# 岩手県内陸北部地震
岩手県内陸北部地震（いわてけんないりくほくぶじしん）は、1998年（平成10年）9月3日16時58分17秒(JST)に発生した地震である。震源は岩手県の岩手山南西山麓付近（北緯39度48.3分、東経140度54.0分）、震源の深さは8 - 10km、マグニチュードは推定6.1-6.2、
最大震度は6弱である。

## 各地の震度
震度4以上を観測した地点は次の通りである。
| 震度 | 都道府県 | 観測点名       |
| ---- | -------- | -------------- |
| 6弱  | 岩手県   | 雫石町長山     |
| 4    | 岩手県   | 雫石町千苅田   |
| 4    | 秋田県   | 田沢湖町生保内 |

その他、震度3を盛岡市などで観測した。

## 報道の対応
NHKは地震発生後の17時1分から地震関連のニュースを18時25分まで放送した。なお、民放各局は地震発生から通常放送を一時中止し、地震のニュースを放送した。